# Idanthyrsus albigenus
Idanthyrsus albigenus är en ringmaskart som först beskrevs av Ehlers 1908.  Idanthyrsus albigenus ingår i släktet Idanthyrsus och familjen Sabellariidae. Inga underarter finns listade i Catalogue of Life.